# Часлав Оцић
Часлав Оцић (Даљ, 5. мај 1945) је српски макроекономиста, универзитетски професор у пензији и редовни члан Српске академије наука и уметности.

## Биографија

### Образовање и научна делатност
Рођен је 5. маја 1945. године у Даљу. Његов старији брат је био књижевник Ђорђе Оцић. У родном месту је завршио основну школу, а затим је завршио гимназију у Осијеку. Основне студије је завршио на Економском факултету Универзитета у Београду. Магистрирао је на Вилијамс Колеџу у Вилијамстауну, савезна држава Масачусетс, где је боравио као стипендиста самог универзитета, а био је и добитник Фулбрајтове стипендије. Потом је докторирао на Економском факултету Универзитета у Београду.
Од 1969. до 1991. године, радио је као истраживач, затим директор научноистраживачке делатности и потом вршилац дужности директора Института економских наука. Током 1994. године је био ангажован као научни саветник Института за социјалну политику у Београду, а затим и на Институту за економику пољопривреде.
Између 1995. и 1999. године је радио као ванредни професор Економског факултета Универзитета у Приштини. Затим је до 2001. године био научни саветник Института за међународну политику и привреду. Од 2001. до 2003. године је био редовни професор Мегатренд универзитета примењених наука у Београду, те од 2004. до 2010. године на Београдској пословној школи.
У школској 1983/1984. години је био ангажован као професор по позиву на Хокаидо универзитету у Сапору, а држао је и предавања у Јапану, Русији и Немачкој.
Члан је бројним домаћих и иностраних стручних друштава. Био је уредник бројних стручних и академских публикација и зборника радова. Од 2005. до 2016. године је био главни уредник Зборника Матице српске за друштвене науке.

### Чланство у САНУ
За дописног члана Српске академије наука и уметности изабран је 30. октобра 2003. године, а за редовног члана 5. новембра 2015. године. Члан је Одељења друштвених наука, као и Одбора за село, Одбора за динамику климатског система земље и дело Милутина Миланковића, Одбора „Човек и животна средина“, Одбора за проучавање живота и дела српских научника и писање историје САНУ, Одбора за проучавање Косова и Метохије, Одбора за науку и Одбора за сарадњу са нашим научницима и уметницима у иностранству.
Академик Оцић је 2021. године изјавио да се у оквиру САНУ систематски спречава проучавање питања Косова и Метохије, а за председника САНУ Владимира Костића је рекао да: "није само идеолог сецесије и великоалбанског експанзионизма, него и врло успешан оперативац".

## Награде и признања
За свој рад Часлав Оцић је награђен следећим наградама:
- Годишња награда Трећег програма Радио Београда за друштвене науке (1982);
- Годишња награда Института економских наука у Београду (1984);
- Годишња награда Института економских наука у Београду (1989).